# منابع طبیعی هند

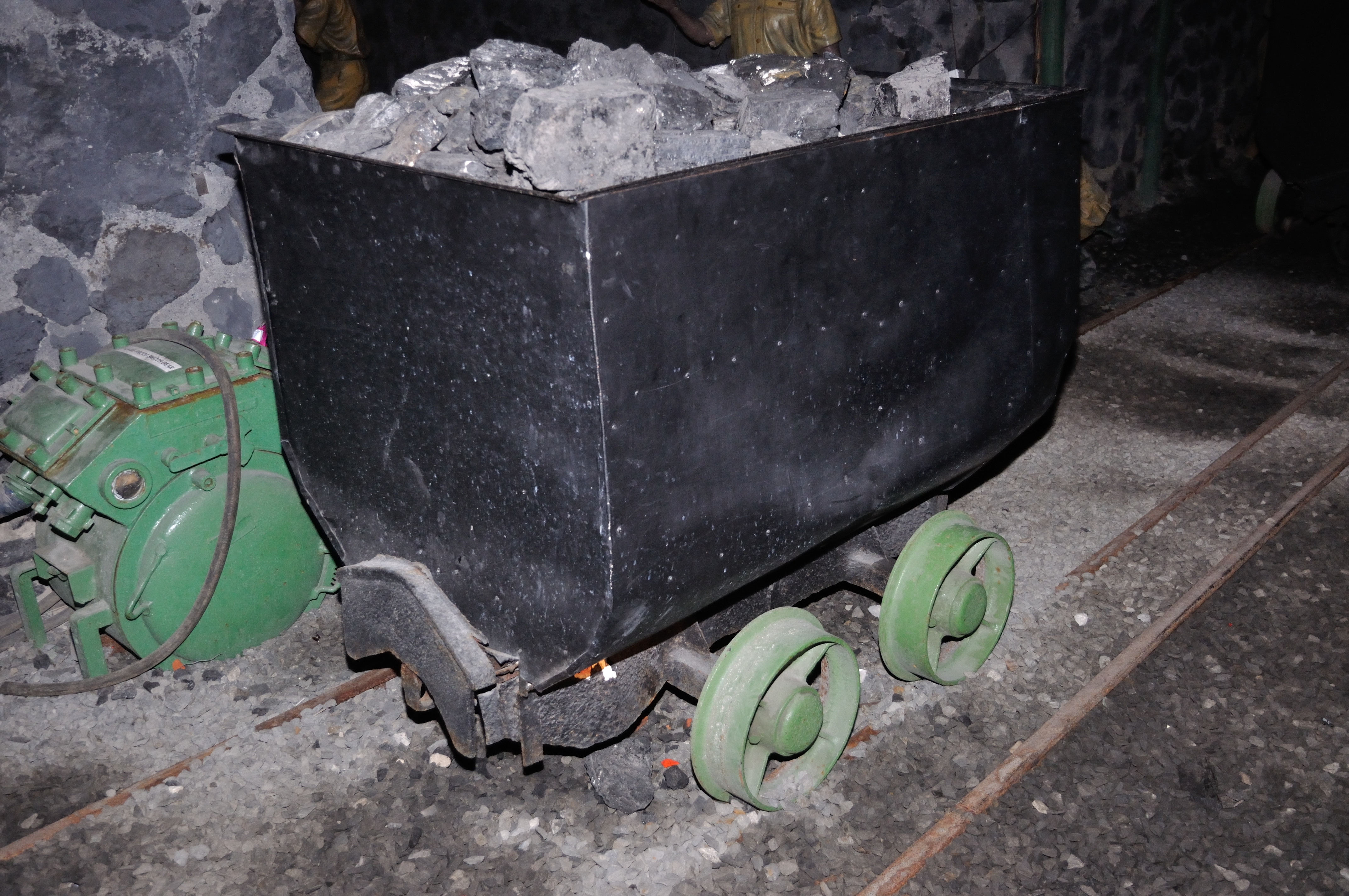
یک معدن زغال‌سنگ در هند

منابع طبیعی هند بر اساس منشأ آن‌ها، به دو گروه زیستی و غیرزیستی دسته‌بندی می‌شوند. نفت و گاز، زغال‌سنگ، زمین‌های قابل‌کشت، آبزیان، جنگل‌ها و مواد معدنی فلزی از مهم‌ترین منابع طبیعی هند هستند. بسیاری از منابع محلی هند به دلیل مصرف بیش از حد، در خطر کاهش هستند.

## منابع زیستی

### نفت و گاز

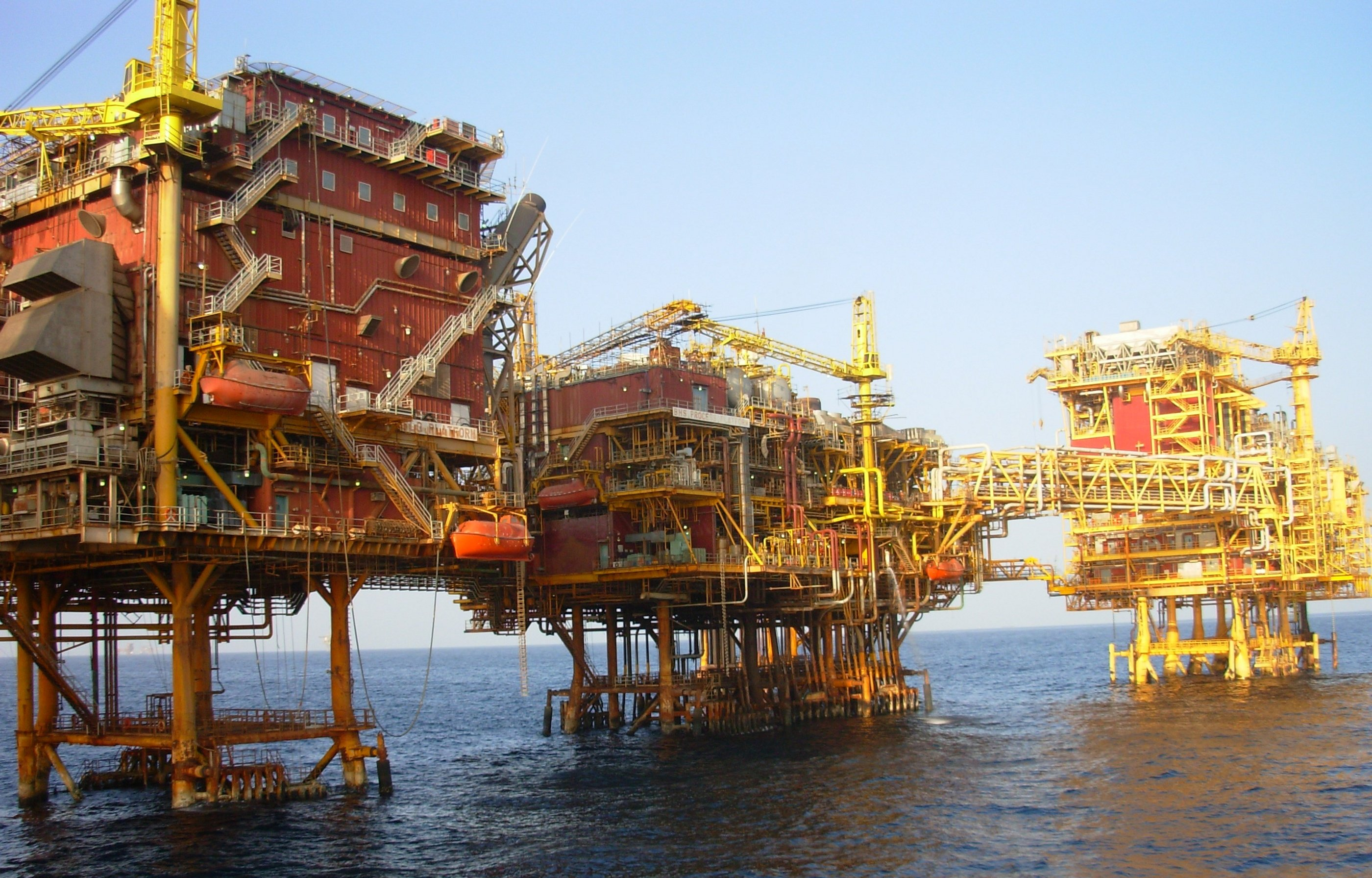
سکوی فرآوری نفت و گاز هندی

هند از آوریل ۱۹۷۸ حدود ۱۰۰ میلیون تن ذخایر اثبات شده نفت داشت، که برآورد EIA برای سال ۲۰۲۰، یک میلیارد بشکه بوده‌است. با وجود این منابع، بیش از ۸۲٪ نیازهای نفتی هندوستان از واردات خارجی تأمین می‌شود که انتظار می‌رود تا پایان سال ۲۰۲۲ به کمک جایگزینی آن با استخراج داخلی سوخت‌های فسیلی، انرژی‌های تجدیدپذیر و سوخت اتانول بکر موجود در منطقه تا ۶۷٪ کاهش یابد. کشور هندوستان تا پایان سال ۲۰۱۵ با واردات ۱۶۳ میلیون تنی نفت خام (شامل تمامی فراورده‌های نفت خام) به عنوان چهارمین واردکننده نفت خام جهانی شناخته می‌شود.

### زغال‌سنگ
استخراج زغال‌سنگ در هند از سال ۱۷۷۴ از طریق کمپانی هند شرقی بریتانیا در امتداد ساحل غربی رودخانه دامودار در ایالت بنگال غربی آغاز شد. شکوفایی معدن‌های زغال‌سنگ هند از زمان معرفی لوکوموتیوهای بخار در سال ۱۸۵۳ آغاز شد. بسیاری از صنایع هند به زغال‌سنگ وابسته هستند و زغال‌سنگ دارای اهمیت بالایی در صنعت هند بوده‌است.

### جنگل‌داری
بسیاری از بخش‌های هند شامل مناطقی با بارندگی بالا و مناسب برای جنگل‌داری هستند. با توجه به تنوع فراوان در شرایط آب‌وهوایی و اختلاف در ارتفاع، انواع مختلف جنگل در هند از جمله مناطق گرمسیری، باتلاق، حرا و کوه‌های آلپی وجود دارد. جنگل‌ها منبع اصلی هیزم، کاغذ، ادویه جات، مواد دارویی و… هستند. جنگل‌های هند مقدار قابل توجهی در تولید ناخالص داخلی کشور سهیم بوده‌اند.

### آبزیان
هند سابقه‌ای طولانی در ماهیگیری و آبزی‌پروری دارد. در رودخانه‌های هند بیش از چهارصد گونه ماهی یافت می‌شود که بسیاری از آنها از نظر اقتصادی دارای اهمیت هستند. هند یکی از تولیدکنندگان عمده ماهی‌های دریایی است.

## منابع غیر زیستی
مواد معدنی فلزی، مس، روی، سنگ آهن، کرومیت، ولاستونیت، نارسنگ، زیرکن، پنبه نسوز، کادمیم، خاک دیاتومه، فلئوریت، وانادیم و گالیم از منابع غیر زیستی هند هستند. ذخایر هسته‌ای اثبات شده هند نیز شامل اورانیوم و توریم می‌شود.